# 天主教會台灣地區主教團
天主教會臺灣地區主教團（英語：Chinese Regional Bishops' Conference），簡稱臺灣主教團、CRBC，是中華民國的主教團，為臺灣天主教會的最高領導機構。成立於1967年，原名天主教中國主教團，1998年因政治上的考量而改為現名。現任主席為新竹教區李克勉主教，8位主教團成員為臺灣各教區的在職主教。

## 沿革

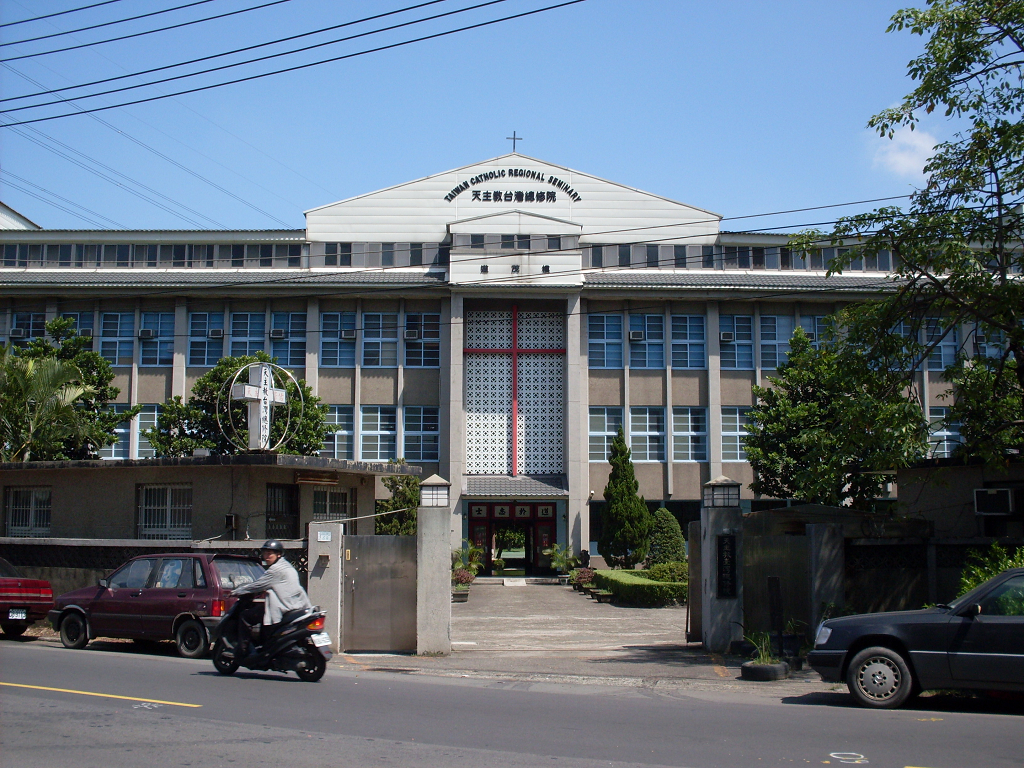
新北市泰山區天主教臺灣總修院舊址。原定建物重建後同時將臺灣主教團遷入，但最終轉予輔仁大學做為附設醫院建地，臺灣總修院則在舊址附近的原輔仁大學玫瑰學苑易地重建。

1946年4月11日，中國天主教建立聖統制，當時全國教務之協調工作，是靠教廷駐華公使館附設的天主教教務協進會來執行（1947年成立）。日後國共內戰爆發導致中華民國失去中國大陸控制，許多天主教人士被迫離開在大陸由共產黨掌權的中華人民共和國，大部分遷到了中華民國仍實際控制的台灣，其中也包括了中國大陸的教區主教。1952年，教廷駐華公使黎培理總主教來台，在台北市恢復了教廷駐華公使館（後於1959年升格為大使館）以及天主教教務協進會。
1967年4月21日，臺灣本地以及從中國大陸來台的主教們舉行會議，由教廷駐華大使高理耀總主教擔任主席，討論成立主教團等事宜；會議中制定並通過主教團章程，同時選出團長、副團長（團長銜在1979年更名為主席）、秘書長等幹部，原有的天主教教務協進會則改組為主教團秘書處。主教團成立之時，當時便對團名討論良久，原打算稱為「臺灣主教團」，但當時的16位團員中有10位是中國大陸的教區主教，因而命名為中國主教團（拉丁語：Conferentia Regionalis Episcoporum Sinarum）。
1998年3月，中國主教團舉行定期大會，就團名是否更改進行討論，最後議決更名為臺灣地區主教團，可以簡稱「臺灣主教團」；英文名稱則保持爲不變。此次更名，除了反映地緣政治的現況，同時象徵該團仍然是聖座認可代表大中華地區的主教團。
台灣主教團成立時位於臺北市松山區光復南路32巷34號，此地由高理耀擔任教廷駐華公使時購入；至2005年暫遷至臺北市大安區林森北路85巷3號（該地建物原為一女子宿舍）。為使各單位集中辦公，臺灣主教團搬遷至位於臺北市安居街之原輔仁大學城區部大樓，經過整修後，於2011年12月13日正式進駐辦公。

## 組織架構
臺灣主教團設置主席、副主席及秘書長一名，內設12個委員會。所有在職主教均為團員，並依其選擇參加各委員會。全體團員固定在春季、秋季召開兩次全體大會，議決台灣天主教會的重大事務。另設秘書處作為幕僚單位，乃全團最高執行單位。
主教團是一個共融團體，彼此沒有從屬關係，一切事務必須開會建立共識，共同作成決議。主席是全團最高代表者，這在教會法中稱為「同輩中第一」（拉丁語：Primus inter pares），可主持會議、並對外代表主教團，但主席以主教團名義發表的正式談話，必須符合主教們的共同意見。

### 配置
- 主席（全團最高負責人）／董事長（法律上登記的負責人）
  - 榮譽主席（榮譽職）
  - 副主席
    - 團員
      - 秘書長
        - 秘書處

      - 委員會

### 秘書處
- 秘書長
  - 中文秘書
  - 英文秘書
  - 總務組
  - 會計組
  - 出納組
  - 資訊組
  - 出版組
  - 書庫組

### 委員會
| 委員會名稱                                | 主任委員     | 委員                               | 執行秘書   | 附屬單位                                                                            |
| ----------------------------------------- | ------------ | ---------------------------------- | ---------- | ----------------------------------------------------------------------------------- |
| 教義委員會                                | 劉振忠總主教 | 鍾安住主教 蘇耀文主教              | 蕭擲吉先生 | 聖經組：帥崇義先生 神恩復興運動：黃清富神父                                         |
| 福傳委員會                                | 洪山川總主教 | 蘇耀文主教 黃兆明主教              | 陳淑宜小姐 | 教友組：洪山川總主教 家庭組：李克勉主教 青年組：鍾安住主教 宗座傳信善會：傅立吉神父 |
| 聖職委員會                                | 李克勉主教   | 洪山川總主教 鍾安住主教            | 林吉城神父 |                                                                                     |
| 禮儀委員會                                | 蘇耀文主教   | 劉振忠總主教 曾建次主教            | 潘家駿神父 | 聖樂組：蘇開儀女士                                                                  |
| 橋樑教會委員會                            | 林吉男主教   | 黃兆明主教 李克勉主教              |            | 宣聖組：李若瑟先生                                                                  |
| 社會發展委員會                            | 黃兆明主教   | 洪山川總主教                       | 梅冬祺神父 | 正義和平組 社會傳播組                                                               |
| 教育文化委員會                            | 洪山川總主教 | 王愈榮主教 劉振忠總主教 蘇耀文主教 | 俞明德先生 |                                                                                     |
| 宗教交談與合作委員會 基督徒合一促進委員會 | 鍾安住主教   | 林吉男主教                         | 黃敏正主教 |                                                                                     |
| 移民觀光牧靈委員會                        | 林吉男主教   | 曾建次主教 李克勉主教              | 那里叟神父 |                                                                                     |
| 健康照護牧靈委員會                        | 洪山川總主教 | 李克勉主教                         | 王長清先生 |                                                                                     |
| 原住民牧靈委員會                          | 曾建次主教   | 洪山川總主教 李克勉主教 蘇耀文主教 | 廖建雄先生 |                                                                                     |

※備註：
1. 各主任委員成員為2009年底資料。

### 附屬或直管機構
- 臺灣地區第一審法庭（英语：Ecclesiastical court）
- 臺灣地區第二審法庭（英语：Ecclesiastical court）
- 真理電台
- 財團法人台灣明愛文教基金會
- 中國天主教文物館
- 臺灣天主教男修會會長聯合會秘書處
- 臺灣天主教女修會會長聯合會秘書處
- 臺灣天主教修會會士協會
- 臺灣天主教修會會長聯合會正義和平組
- 財團法人天主教博愛基金會
- 臺灣地區天主教教友傳教協進會
- 聖母軍台灣分團
- 天主教基督活力運動中華民國推行委員會全國秘書處（英语：Cursillo）
- 中華民國天主教監獄服務社
- 中華基督神修小會
- 祈禱福傳會總辦事處（英语：Pope's Worldwide Prayer Network）
- 天主教台灣基督生活團秘書處（英语：Christian Life Community）
- 基督服務團
- 中華天主教大專同學會秘書處
- 天主教復健協會
- 天主教國際病殘者友愛團
- 中國天主教藝術工作者聯誼會
- 中華福音工作團
- 鹽寮簡樸靈修中心
- 聖文生慈善會中央分會
- 國際聖召會91監督區（台灣地區）
- 天主教之聲傳播協會總會
- 中國天主教爵士騎士聯誼會
- 臺灣天主教健康照護聯盟
- 臺灣天主教醫師協會
- 臺灣天主教醫院協會
- 臺灣天主教健康照護牧靈協會
- 中華民國天主教護士協會
- 財團法人天主教善牧社會福利基金會
- 中國天主教文化協進會
- 天主教野聲文化中心
- 天主教兩岸教育關懷小組

## 臺灣地區天主教在職主教列表
※本表僅列出現任主教，歷任主教請參見台灣天主教主教列表。
- 臺北總教區

鍾安住總主教 - 2007年12月30日晉牧為臺北總教區輔理主教，2008年3月1日就任嘉義教區主教，2020年7月18日就任現職
趙永吉輔理主教 - 2025年4月3日晉牧
- 新竹教區

李克勉主教 - 2006年6月24日晉牧
- 臺中教區

蘇耀文主教 - 2007年9月25日晉牧
- 嘉義教區

浦英雄主教
- 臺南教區

黃敏正主教
- 高雄教區

劉振忠總主教 - 1994年7月1日晉牧為嘉義教區主教，2004年8月29日就任高雄教區助理主教、2006年1月5日繼任正權主教；2009年11月21日獲教宗本篤十六世晉升為領銜總主教
- 花蓮教區

黃兆明主教 - 1998年9月26日晉牧為高雄教區輔理主教，2002年2月6日就任現職
- 金門、馬祖宗座署理區

（臺北總主教兼任宗座署理職務）

### 引用
1. ↑  天主教總修院新院 12月7日落成典禮圓滿閉幕[永久] - 輔仁大學附設醫院
2. 1 2 3  .   [2012-05-16]. （原始内容存档于2016-03-21）.
3. 1 2 3 4  口述歷史與堂區歷史 - 台大歷史系 古偉瀛教授 2008.01.26 （页面存档备份，存于），輔仁大學校史室文章專區
4. ↑   (PDF). 鼎. No. 056 (聖神研究中心). 1990: 12–14.
5. ↑  . UCA News. 1998-04-19  [2022-04-16]. （原始内容存档于2021-04-24） （英语）.
6. ↑  喬一名.  (PDF). 中國大陸研究. 2000, 4 (43): 43-58.
7. ↑   (PDF).   [2012-03-04]. （原始内容存档 (PDF)于2016-03-04）.

## 外部連結
- 天主教會臺灣地區主教團 （页面存档备份，存于）（繁體中文）（英文）